# Kasia i Wojtek (album)
Kasia i Wojtek – debiutancki album zespołu Kasia i Wojtek wydany 26 maja 2008 roku. Na płytę składa się dziewiętnaście utworów, do których teksty napisała Kasia Sobczyk, a muzykę Wojtek Jabłoński. Przy nagrywaniu albumu współpracowali również Tomasz Glazik, Janusz Zdunek, Krzysztof Banasik, Piotr Morawiec, Kazik Staszewski, Dj Dżordż oraz syn Wojtka, Bartek Jabłoński. Album promuje teledysk do piosenki Lola.

## Lista utworów
| Nr  | Tytuł utworu              | Długość |
| --- | ------------------------- | ------- |
| 1.  | „Biegnę”                  | 2:50    |
| 2.  | „Cicho, tata śpi”         | 0:12    |
| 3.  | „Lola”                    | 3:01    |
| 4.  | „Na stoliku”              | 2:29    |
| 5.  | „Szczotka”                | 3:24    |
| 6.  | „Klint Isłut”             | 1:43    |
| 7.  | „Łąka”                    | 2:47    |
| 8.  | „Głowa”                   | 2:12    |
| 9.  | „Miś”                     | 0:55    |
| 10. | „Rewolucja”               | 1:59    |
| 11. | „Marsz pogrzebowy”        | 0:49    |
| 12. | „Inna piosenka o miłości” | 3:19    |
| 13. | „Witacy 2”                | 2:20    |
| 14. | „Kolorowe pisma”          | 3:38    |
| 15. | „U rzeźnika”              | 0:47    |
| 16. | „Fantomas”                | 2:46    |
| 17. | „Rosjański”               | 3:41    |
| 18. | „Kanary”                  | 1:36    |
| 19. | „Paskuda”                 | 3:05    |
|     |                           | 43:33   |

## Twórcy
- Kasia Sobczyk – śpiew, instrumenty różne
- Wojtek Jabłoński – perkusja, gitara, gitara basowa, instrumenty klawiszowe, instrumenty różne
- Tomasz Glazik – saksofon
- Janusz Zdunek – trąbka
- Krzysztof Banasik – waltornia
- Piotr Morawiec – gitara
- Janusz Grudziński – instrumenty klawiszowe
- Kazik Staszewski – śpiew
- Bartek Jabłoński – głos
- Dj Dżordż

Produkcja
- producenci: Kazik Staszewski, Wojtek Jabłoński
- słowa: Kasia Sobczyk
- muzyka: Wojtek Jabłoński
- realizacja: Kajetan Aroń
- mastering: Krzysztof Banasik
- projekt okładki: Arek Szymański
- rysunki: Kasia Sobczyk